# Гольменколлен
Гольменколлен (норв. Holmenkollen) — житловий масив у районі Вестре Акер в Осло, столиці Норвегії. Є популярним курортом. Неодноразово ставав місцем проведення міжнародних змагань з біатлону, лижних видів спорту. Тут розташовується один з найстаріших у світі лижних трамплінів.

## Визначні місця

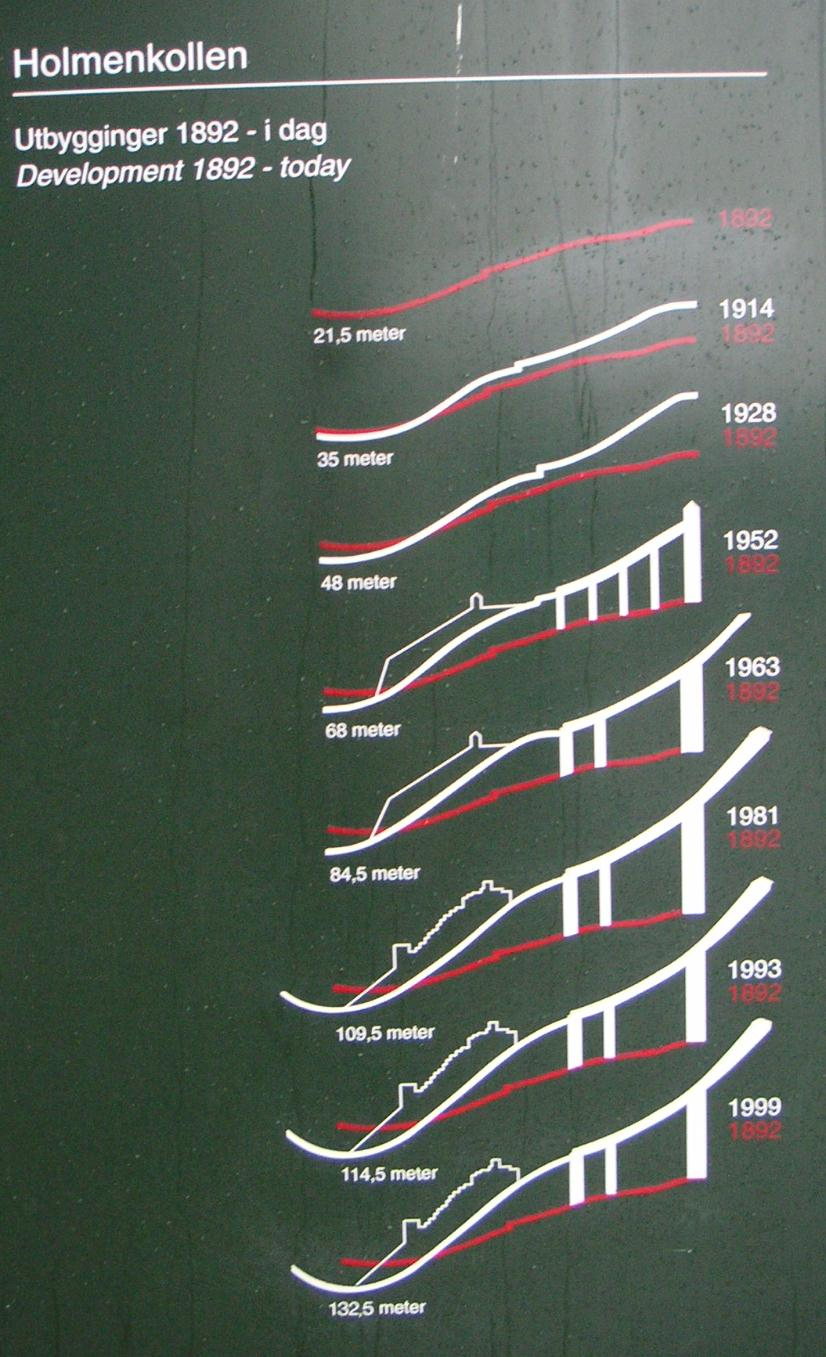
Етапи розбудови трампіна в Гольменколлені

### Лижний трамплін

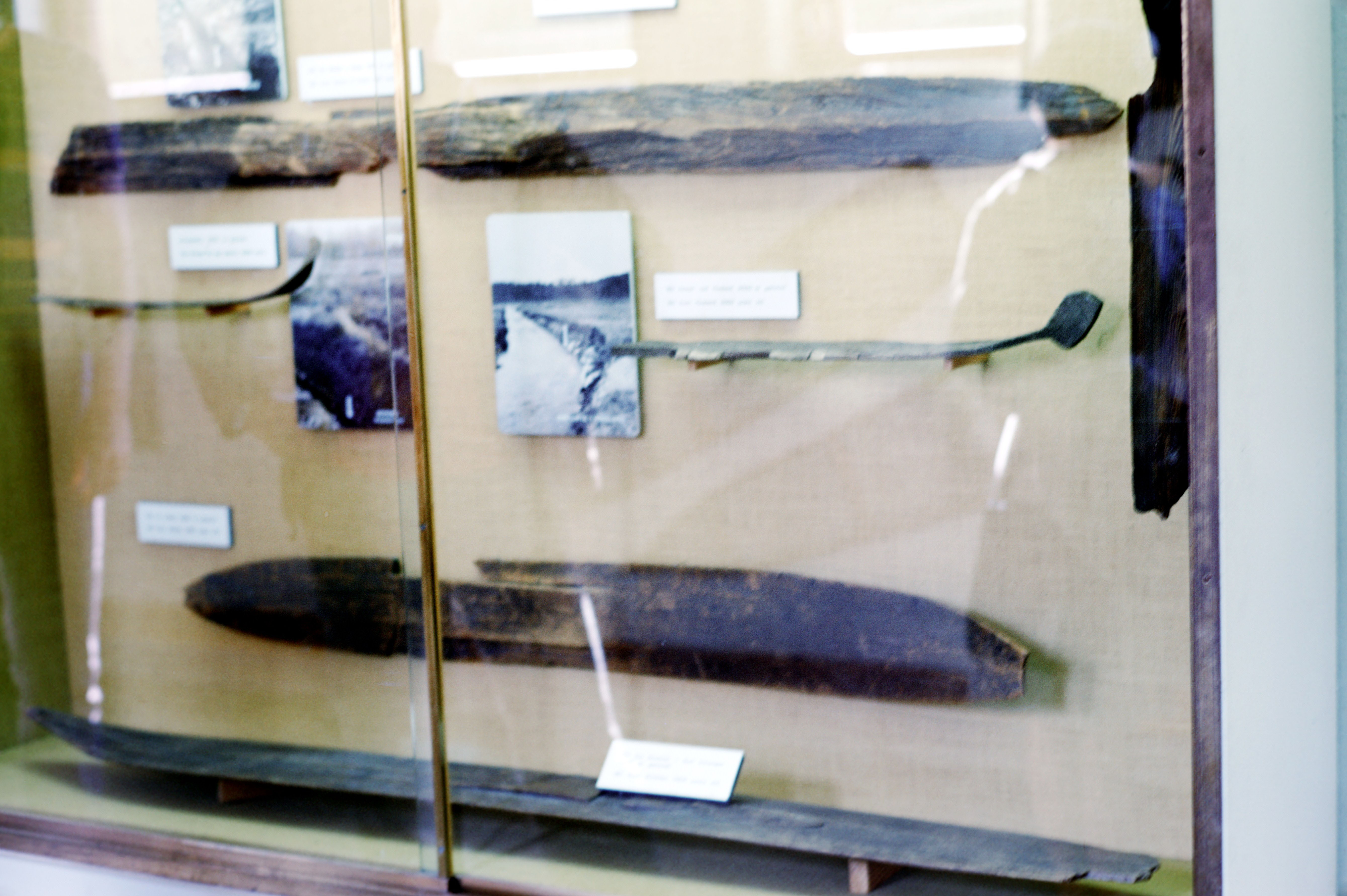
Експонати в музеї лиж

У Гольменколлені розташований один з найстаріших у світі лижних трампінів, збудований 1891 року. Перші змагання тут пройшли 31 січня 1892 року. Від того часу цей спортивний об'єкт неодноразово ставав місцем проведення змагань різного рівня.
Трамплін неодноразово зазнавав реконструкцій і модернізацій. Сучасного вигляду він набув 2011 року.

### Музей лиж

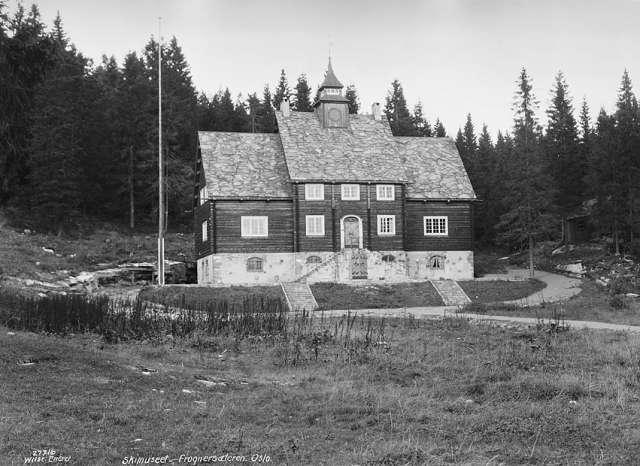
Будівля музею лиж в 1925 році

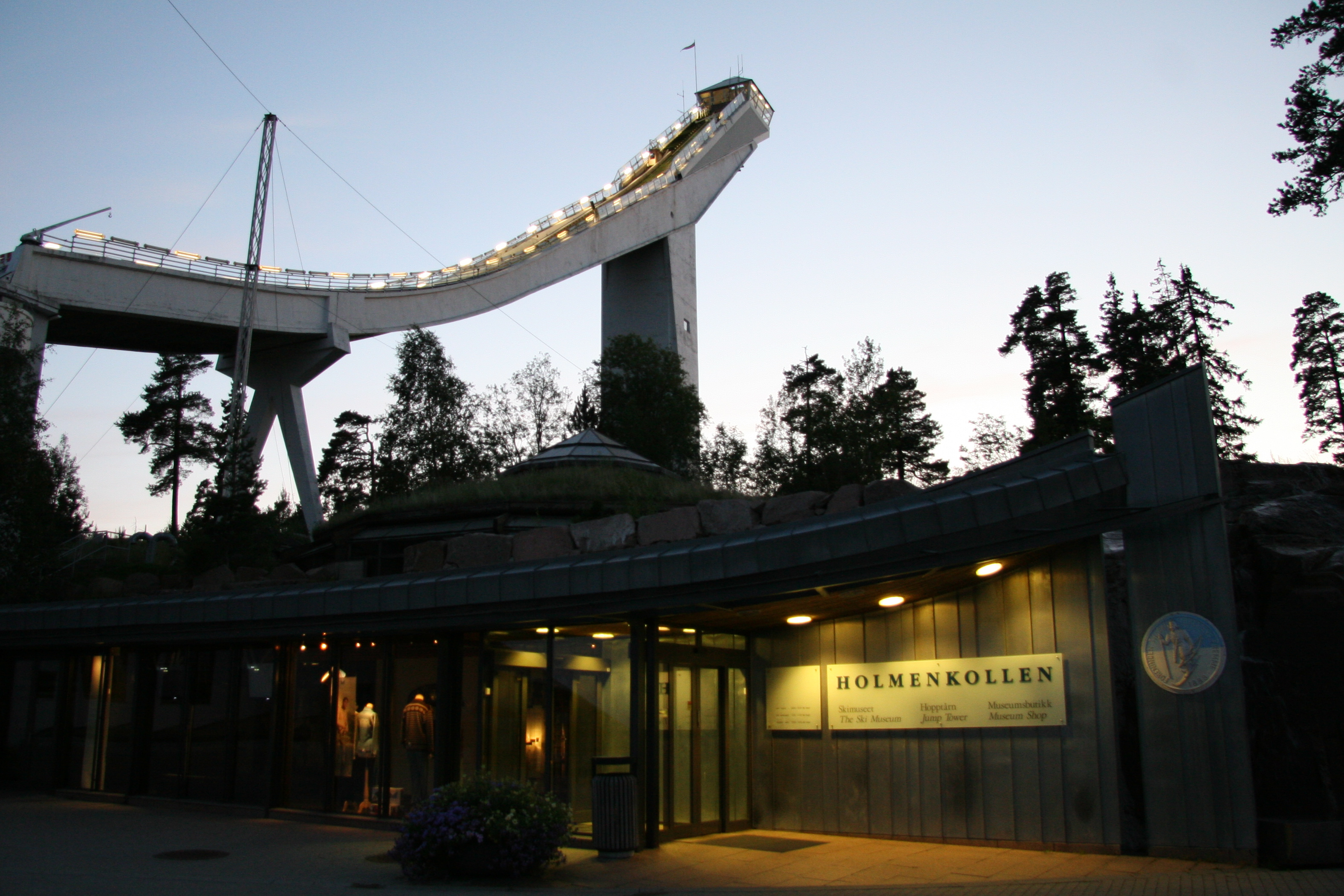
Вхід до музею лиж. 2007 рік

Музей лиж у Гольменколлені засновано 1923 року. Він розташований неподалік лижного трампліну. Двоповерхова будівля музею вміщує значну експозицію, що дозволяє прослідкувати історію розвитку лиж та лижного спорту. Тут експонуються лижі різного часу створення, є колекція поштових марок, присвячених лижній тематиці.
У музеї можна побачити, яким спорядженням користувалися під час полярних експедицій Фритьйоф Нансен і Руаль Амундсен.

## Спорт
Гольменколлен неодноразово ставав місцем проведення змагань різного рівня з лижних видів спорту, біатлону. У 1952 році в рамках VI зимових Олімпійських ігор тут проходили змагання з лижного двоборства, лижних перегонів та стрибків з трампліна.
Від 1892 року тут проходить Гольменколленський лижний фестиваль.
Національна арена Гольменколлена приймає етапи кубка світу з біатлону та декілька разів ставала місцем проведення чемпіонатів світу з біатлону.

### Спортивна інфраструктура

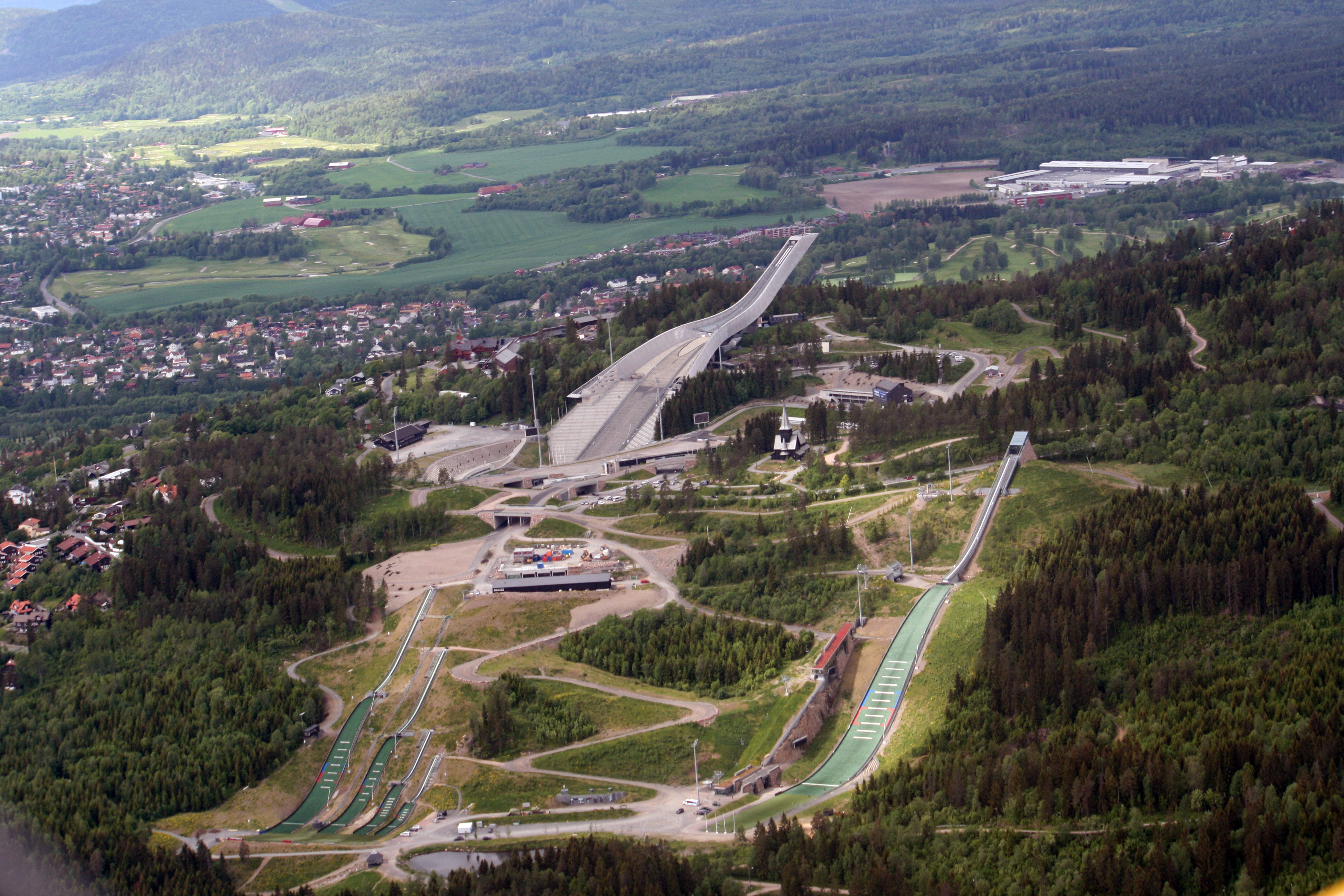
Вигляд на трампліни

У Гольменколлені розташовується комплекс об'єктів для проведення змагань з зимових видів спорту. Він включає в себе лижний стадіон, біатлонне стрільбище, два великі лижні трампліни — Гольменколленський лижний трамплін (К-120), Мідстубаккен (К-95), та чотири менших трамплінів (від К-5 до К-58).